# 马铁民
马铁民（？—），男，山东莱西人，中华人民共和国企业家，浩丰食品有限公司董事长，被誉为“生菜大王”。现任中华全国青年联合会副主席。